# Виктор Халкидонски
Виктор Халкидонски (3. век - око 304) је ранохришћански светитељ и мученик Халкидонски. 
Према житију свете Ефимије Свехвалне , око 304. године владар Халкидона, мучитељ Приск, наредио је војницима Виктору и Состену да баце свету Ефимија у усијану пећ. Тада су им се указали анђели у пламену, након чега су одбили да изврше заповест, објављујући да су веровали у Бога коме се Еуфимија клањала. Смело се проглашавајући хришћанима, Виктор и Состен су послати на мучења и били предати дивљим зверима да их растргну . Животиње нису насрнуле на њих, али су их након тога погубили.. Молитвено апелујући на милост Божију за пријем у Царство Небеско, чули су глас са неба и отишли у живот вечни . 
Неке од његових моштију чувају се, заједно са моштима свете Ефимије и светог Состена, у базилици Свете Ефимиије у Пјаћенци; а у Ирсини су и делови моштију светих мученика Халкидонских Јефемије, Виктора и Состена .

## Извор
1. ↑  „ВИКТОР И СОСФЕН”. www.pravenc.ru. Приступљено 2022-10-10.
2. ↑  „Мученик Ви́ктор Халкидонский”. Православный Церковный календарь (на језику: руски). Приступљено 2022-10-10.
3. ↑  Relazione di Bianca Capone Ferrari presentata al 22º Convegno di Ricerche Templari curato dalla L.A.R.T.I. il 25 e 26 settembre 2004 a Trieste